# Untere Geiselniederung bei Merseburg
Koordinaten: 51° 20′ 19″ N, 11° 58′ 27″ O
Die Untere Geiselniederung bei Merseburg ist ein Naturschutzgebiet in der Stadt Merseburg im Saalekreis in Sachsen-Anhalt.

## Allgemeines
Das Naturschutzgebiet mit dem Kennzeichen NSG 0230 ist rund 52 Hektar groß. Es ist teilweise Bestandteil des rund 57 Hektar großen FFH-Gebietes „Geiselniederung westlich Merseburg“ und zu einem großen Teil vom Landschaftsschutzgebiet „Geiselaue“ umgeben. Das Gebiet steht seit 2003 unter Schutz (Datum der Verordnung: 31. Juli 2003). Zuständige untere Naturschutzbehörde ist der Saalekreis.

## Beschreibung
Das Naturschutzgebiet liegt in der Geiselniederung im Südwesten der Stadt Merseburg. Es stellt einen ökologisch hochwertigen Ausschnitt der Niederung, die hier von Geisel und Klyegraben durchflossen wird, unter Schutz. Das Naturschutzgebiet wird von großen Schilfröhrichtbeständen sowie Groß- und Kleinseggenrieden geprägt. Die Fließgewässer werden stellenweise von Weichholzauenwald begleitet. Daneben sind Erlenbruchwald, Erlen- und Eschenwälder sowie feuchte Hochstaudenfluren zu finden. Besonders bedeutungsvoll sind Bestände von Echtem Eibisch, Rispensegge und Sumpfgänsedistel. Auf ehemals extensiv bewirtschafteten und dadurch sehr artenreichen Feuchtwiesen breiten sich durch Nutzungsaufgabe Röhrichte aus.
Die feuchte Niederung ist hier durch aufsteigendes Wasser aus tiefer liegendem Zechstein salzbeeinflusst. Nördlich und südlich des durch das Schutzgebiet verlaufenden Verbindungsweges Merseburg-Süd–Zscherben sind Binnensalzstellen zu finden. Als Besonderheit und in ihrer reichen Ausprägung in der Region einzigartig kommen im Schutzgebiet verschiedene Salzpflanzen vor, darunter Stranddreizack, Strandmilchkraut, Salzschuppenmiere, Salz- und Strandwegerich, Strandaster, Salzschwaden, Salzhornklee, Salzbinse, Einspelzige Sumpfbinse, Spargelerbse, Färberscharte, Salzsteinklee und Entferntährige Segge.
Das Naturschutzgebiet ist Lebensraum u. a. von Rohrweihe, Wasserralle, Teichrohrsänger, Sumpfrohrsänger, Beutelmeise und Rohrammer. Für diese Arten und zusätzlich für Schilfrohrsänger, Drosselrohrsänger, Rohrschwirl und Waldschnepfe haben die Schilfbestände auch eine Bedeutung als Rastplatz während des Vogelzuges. Weiterhin überwintert hier die Bartmeise. Das Schutzgebiet ist weiterhin Lebensraum verschiedener Schnecken, darunter die teilweise stark bedrohten Arten Feingerippte Grasschnecke, Glänzende Achatschnecke und Bauchige Schnauzenschnecke. Auch für Amphibien ist die feuchte Niederung ein wichtiger Lebensraum. Besonders zahlreich kommen hier Grasfrösche vor. Für die Breitflügelfledermaus ist die Niederung Nahrungshabitat. Die salzbeeinflussten Wiesen im Naturschutzgebiet sind Lebensraum für daran angepasste Tierarten, darunter seltene Käferarten.
Das Naturschutzgebiet grenzt im Norden und Süden an bebaute Gebiete der Stadt Merseburg. Nach Westen grenzen landwirtschaftliche Nutzflächen sowie der Ort Zscherben an das Naturschutzgebiet, nach Osten schließt sich der Merseburger Südpark an das Naturschutzgebiet an. Die Geiselniederung hat damit auch eine regionalklimatische Bedeutung als Frischluftschneise für die Stadt.